# Монро, Юджин
Юджин Монро (англ. Eugene G. Munroe; 8 сентября 1919, Детройт, США — 31 мая 2008, провинция Онтарио) — канадский энтомолог.
Получил степень магистра энтомологии в 1941 году в университете Макгилла, PhD в 1948 году в Корнеллском университете за работу по биогеографии бабочек Западной Индии. В этой работе он сформулировал положения теории островной биогеографии за 15 лет до одноименной работы Роберта Макартура и Эдварда О. Уилсона.